# Championnat du Luxembourg de football
Cet article traite uniquement de la compétition masculine. Pour la compétition féminine, voir Championnat du Luxembourg de football féminin.
Le championnat du Luxembourg de football appelé BGL Ligue, est le championnat semi-professionnel de football masculin de plus haut niveau de la Fédération luxembourgeoise de football. Il regroupe les meilleurs clubs du Luxembourg.
Crée en 1909 sous le nom de « Championnat Luxembourgeois », il devient en 1914 « Première Division », puis en 1932 « Division d'Honneur » et reçoit en 1957 son nom actuel de « Division Nationale » avant un naming depuis 2008 par le sponsor BGL sous l'appellation « BGL Ligue ». Organisé annuellement, de l'été au printemps suivant, par la Fédération luxembourgeoise de football, il oppose en 2024-2025 seize clubs sur 30 journées (aller et retour) diffusées autrefois par RTL puis sur Apart TV depuis l'été 2024.
L'AS La Jeunesse d'Esch est le club le plus titré de l'histoire du championnat avec vingt-huit titres, il est d'ailleurs le seul club à avoir atteint les vingt titres de champion. Ce dernier est aussi le club avec le plus de saisons en Division Nationale dans l'histoire du championnat. Viennent ensuite aux 2e et 3e places le F91 Dudelange et le Spora Luxembourg (disparu depuis 2005) avec respectivement seize et onze titres.
Le luxo-allemand Armin Krings est le meilleur buteur de toute l'histoire de la Division Nationale.

## Histoire

### Domination des clubs de Luxembourg-Ville (1909 - 1920)
Fondé en 1909 sous le nom de « Championnat Luxembourgeois », la compétition est organisée par la Fédération luxembourgeoise de football dès sa création.
Lors de la première saison en 1909-1910, c'est un club de la capitale du pays qui remporte le championnat ; le RC Luxembourg. La saison d'après, le SC Luxembourg remporte à son tour le championnat. Sur les cinq éditions suivantes (excepté lors de la saison 1912-1913 où le championnat n'a pas lieu), l'US Hollerich Bonnevoie remporte systématiquement le Championnat Luxembourgeois à chaque fois, le troisième club de la capitale.
En 1914, le championnat se renomme « Première Division ».
La domination des clubs de Luxembourg-ville se terminent lorsque le CS Fola Esch remporte en 1917-1918 son premier championnat. Mais un an plus tard, le SC Luxembourg obtient son deuxième titre de champion.

### Esch-sur-Alzette dans la course (1920 - 1930)
En 1920, le CS Fola Esch obtient son deuxième titre de champion et devient alors le deuxième club le plus titré du pays derrière l'US Hollerich, et devient un concurrent sérieux pour les clubs de Luxembourg-ville. La saison suivante, c'est au tour du rival du Fola de remporter à son tour le championnat ; l'AS Jeunesse d'Esch obtient son premier titre de champion.
Excepté lors de la saison 1922-1923 et 1925-1926 où le championnat est remporté par les Red Boys Differdange, le Championnat Luxembourgeois est systématiquement remporté par un club d'Esch-sur-Alzette ou de Luxembourg-ville, une preuve de l'immense domination des deux villes lors de ces deux premières décennies.
En 1923, un changement majeur intervient dans le football luxembourgeois avec la fusion du SC Luxembourg et du RC Luxembourg sous l'appellation de « CA Spora Luxembourg ».
Au total, en 1930, le CS Fola Esch égalise le record de championnat de l'US Hollerich, suivi de près par le nouveau CA Spora Luxembourg, qui remporte trois championnats lors de cette décennie.

### Le CA Spora Luxembourg imbattable (1930-1940)
En 1932, le championnat change officiellement de nom pour devenir la « Division d'Honneur ».
Dans cette décennie, le CA Spora Luxembourg remporte quatre des dix championnats et devient alors le club le plus titré du pays avec sept titre, devant le CS Fola Esch et le rival de l'US Hollerich.

### Seconde Guerre mondiale (1940-1945)
De 1941 à 1943, le championnat est arrêté à la suite de l'occupation allemande du Luxembourg, comme la Moselle ou encore l'Alsace. C'est en 1944-1945 que le championnat reprend avec la victoire finale du Stade Dudelange qui obtient son troisième titre.

### Domination de Dudelange (1945 - 1950)
De 1945 à 1950, seul le CA Spora Luxembourg obtient un titre de champion ; le Stade Dudelange ne laisse aucune miette à ses adversaires, remportant sept titres en douze saisons.

### Un championnat équilibré (1950 - 1960)
Entre 1950 et 1960, le Championnat Luxembourgeois connaît cinq champions différents (l'AS Jeunesse d'Esch, le National Schifflange, le FC Progrès Niederkorn, le Stade Dudelange et enfin le CA Spora Luxembourg).
En 1957, le championnat change une nouvelle fois de nom pour devenir sobrement « Division Nationale » (nom qui ne changera plus jusqu'au naming du championnat en 2008).
Les palmarès commencent à se remplir, avec à l'arrivée de cette décennie un bilan de neuf titres chacun pour le Stade Dudelange et le CA Spora Luxembourg.

### Le Spora, L'AS Jeunesse d'Esch et Dudelange dans l'histoire (1960 - 1970)
Lors de cette décennie, trois clubs obtiennent pour la première fois de l'histoire du championnat l'étoile des dix titres remportés : le CA Spora Luxembourg est le premier club à rentrer dans la légende avec son titre en 1960-1961. En 1964-1965, c'est au tour du Stade Dudelange de remporter son dixième titre, suivi de l'AS Jeunesse d'Esch qui obtient l'étoile lors de la saison 1967-1968.

### Domination écrasante de la Jeunesse (1970 - 2000)
La concurrence commence doucement à disparaître lors des années 70 avec la domination impressionnante de l'AS Jeunesse d'Esch qui remporte six des dix titres de cette décennie, terminant avec un total de dix-sept titres de champion de Division Nationale, loin devant le CA Spora Luxembourg et le Stade Dudelange.
Dans les années 80, l'AS Jeunesse d'Esch obtient facilement son vingtième titre de champion lors de la saison 1986-1987 et se voit alors comme le plus grand club de l'histoire du championnat.
Dans les années 90, l'AS Jeunesse d'Esch ne ralentit pas, avec cinq titres d'affilée entre 1995 et 1999, portant son palmarès à vingt-six titres de champion du Luxembourg.

### De nos jours (depuis 2000)
Les années 2000 marquent la montée en puissance du F91 Dudelange, fondé en 1991, qui obtient quasiment systématiquement le titre de champion jusqu'en 2019. De son côté, le mastodonte du championnat, l'AS Jeunesse d'Esch, ne parvient pas à maintenir le rythme de ses folles années et obtient uniquement deux titres depuis 2000, le dernier datant de la saison 2009-2010.
En 2008, la banque BGL BNP Pariba devient sponsor officiel du championnat, la première division luxembourgeoise devient donc la « BGL Ligue ».
Lors de la saison 2023-2024, le FC Differdange 03 obtient pour la première fois de son histoire le titre de champion, devant le FC Swift Hesperange et le F91 Dudelange.

## Format de la compétition

### Championnat
Les seize clubs s'affrontent lors d'une série de matchs aller-retour s'étalant sur 30 journées.
Le titre est attribué à la meilleure équipe au terme de ces matchs.
Les deux derniers descendent en Promotion d'Honneur. Les treizième et quatorzième affrontent les troisième et quatrième de Promotion d'Honneur pour éviter la relégation.

### Qualifications européennes
Le champion est qualifié pour la Ligue des champions.
Les 2e et 3e sont qualifiés pour la Ligue Conférence avec le vainqueur de la coupe du Luxembourg.

## Palmarès
| Saison    | Premier                                                  | Deuxième                                                 | Troisième                                                | Participants                                             |
| --------- | -------------------------------------------------------- | -------------------------------------------------------- | -------------------------------------------------------- | -------------------------------------------------------- |
| 1909-1910 | RC Luxembourg                                            |                                                          |                                                          | 14                                                       |
| 1910-1911 | SC Luxembourg                                            | SC Differdange                                           | US Hollerich Bonnevoie                                   | 5                                                        |
| 1911-1912 | US Hollerich Bonnevoie                                   | SC Luxembourg                                            | RC Luxembourg                                            | 4                                                        |
| 1912-1913 | Championnat non joué                                     | Championnat non joué                                     | Championnat non joué                                     | Championnat non joué                                     |
| 1913-1914 | US Hollerich Bonnevoie (2)                               | SC Luxembourg                                            | RC Luxembourg                                            | 6                                                        |
| 1914-1915 | US Hollerich Bonnevoie (3)                               | AS La Jeunesse d'Esch                                    | CS Pétange                                               | 11                                                       |
| 1915-1916 | US Hollerich Bonnevoie (4)                               | SC Luxembourg                                            | CS Fola Esch                                             | 6                                                        |
| 1916-1917 | US Hollerich Bonnevoie (5)                               | CS Fola Esch                                             | RC Luxembourg                                            | 6                                                        |
| 1917-1918 | CS Fola Esch                                             | US Hollerich Bonnevoie                                   | SC Luxembourg                                            | 6                                                        |
| 1918-1919 | SC Luxembourg (2)                                        | CS Fola Esch                                             | AS La Jeunesse d'Esch                                    | 6                                                        |
| 1919-1920 | CS Fola Esch (2)                                         | Stade Dudelange                                          | SC Luxembourg                                            | 6                                                        |
| 1920-1921 | AS La Jeunesse d'Esch                                    | CS Fola Esch                                             | Union Luxembourg                                         | 8                                                        |
| 1921-1922 | CS Fola Esch (3)                                         | Union Luxembourg                                         | AS La Jeunesse d'Esch                                    | 8                                                        |
| 1922-1923 | Red Boys Differdange                                     | Stade Dudelange                                          | CS Fola Esch                                             | 8                                                        |
| 1923-1924 | CS Fola Esch (4)                                         | CA Spora Luxembourg                                      | Red Boys Differdange                                     | 8                                                        |
| 1924-1925 | CA Spora Luxembourg                                      | Stade Dudelange                                          | CS Fola Esch                                             | 8                                                        |
| 1925-1926 | Red Boys Differdange (2)                                 | CA Spora Luxembourg                                      | CS Fola Esch                                             | 8                                                        |
| 1926-1927 | Union Luxembourg                                         | Red Boys Differdange                                     | CA Spora Luxembourg                                      | 8                                                        |
| 1927-1928 | CA Spora Luxembourg (2)                                  | Stade Dudelange                                          | Red Boys Differdange                                     | 8                                                        |
| 1928-1929 | CA Spora Luxembourg (3)                                  | CS Fola Esch                                             | Red Boys Differdange                                     | 8                                                        |
| 1929-1930 | CS Fola Esch (5)                                         | CA Spora Luxembourg                                      | Red Boys Differdange                                     | 8                                                        |
| 1930-1931 | Red Boys Differdange (3)                                 | CA Spora Luxembourg                                      | FC Progrès Niederkorn                                    | 8                                                        |
| 1931-1932 | Red Boys Differdange (4)                                 | FC Progrès Niederkorn                                    | CA Spora Luxembourg                                      | 8                                                        |
| 1932-1933 | Red Boys Differdange (5)                                 | CA Spora Luxembourg                                      | FC Progrès Niederkorn                                    | 8                                                        |
| 1933-1934 | CA Spora Luxembourg (4)                                  | Red Boys Differdange                                     | US Dudelange                                             | 8                                                        |
| 1934-1935 | CA Spora Luxembourg (5)                                  | Red Boys Differdange                                     | AS La Jeunesse d'Esch                                    | 8                                                        |
| 1935-1936 | CA Spora Luxembourg (6)                                  | AS La Jeunesse d'Esch                                    | Red Boys Differdange                                     | 10                                                       |
| 1936-1937 | AS La Jeunesse d'Esch (2)                                | FC Progrès Niederkorn                                    | US Dudelange                                             | 10                                                       |
| 1937-1938 | CA Spora Luxembourg (7)                                  | AS La Jeunesse d'Esch                                    | Stade Dudelange                                          | 10                                                       |
| 1938-1939 | Stade Dudelange                                          | US Dudelange                                             | CA Spora Luxembourg                                      | 10                                                       |
| 1939-1940 | Stade Dudelange (2)                                      | US Dudelange                                             | FC Progrès Niederkorn                                    | 10                                                       |
| 1944-1945 | Stade Dudelange (3)                                      | CA Spora Luxembourg                                      | The National Schifflange                                 | 10                                                       |
| 1945-1946 | Stade Dudelange (4)                                      | US Dudelange                                             | FC Progrès Niederkorn                                    | 10                                                       |
| 1946-1947 | Stade Dudelange (5)                                      | US Dudelange                                             | CS Fola Esch                                             | 12                                                       |
| 1947-1948 | Stade Dudelange (6)                                      | Union Luxembourg                                         | Red Boys Differdange                                     | 12                                                       |
| 1948-1949 | CA Spora Luxembourg (8)                                  | CS Fola Esch                                             | Stade Dudelange                                          | 12                                                       |
| 1949-1950 | Stade Dudelange (7)                                      | The National Schifflange                                 | CA Spora Luxembourg                                      | 12                                                       |
| 1950-1951 | AS La Jeunesse d'Esch (3)                                | The National Schifflange                                 | Red Boys Differdange                                     | 12                                                       |
| 1951-1952 | The National Schifflange                                 | CA Spora Luxembourg                                      | Stade Dudelange                                          | 10                                                       |
| 1952-1953 | FC Progrès Niederkorn                                    | AS La Jeunesse d'Esch                                    | Stade Dudelange                                          | 12                                                       |
| 1953-1954 | AS La Jeunesse d'Esch (4)                                | CS Fola Esch                                             | FC Progrès Niederkorn                                    | 12                                                       |
| 1954-1955 | Stade Dudelange (8)                                      | CS Fola Esch                                             | Union Luxembourg                                         | 12                                                       |
| 1955-1956 | CA Spora Luxembourg (9)                                  | Stade Dudelange                                          | FC Progrès Niederkorn                                    | 12                                                       |
| 1956-1957 | Stade Dudelange (9)                                      | AS La Jeunesse d'Esch                                    | Red Boys Differdange                                     | 12                                                       |
| 1957-1958 | AS La Jeunesse d'Esch (5)                                | Red Boys Differdange                                     | Stade Dudelange                                          | 12                                                       |
| 1958-1959 | AS La Jeunesse d'Esch (6)                                | CA Spora Luxembourg                                      | Red Boys Differdange                                     | 12                                                       |
| 1959-1960 | AS La Jeunesse d'Esch (7)                                | Stade Dudelange                                          | CS Grevenmacher                                          | 12                                                       |
| 1960-1961 | CA Spora Luxembourg (10)                                 | AS La Jeunesse d'Esch                                    | Union Luxembourg                                         | 12                                                       |
| 1961-1962 | Union Luxembourg (2)                                     | Alliance Dudelange                                       | CA Spora Luxembourg                                      | 12                                                       |
| 1962-1963 | AS La Jeunesse d'Esch (8)                                | Red Boys Differdange                                     | FC Aris Bonnevoie                                        | 12                                                       |
| 1963-1964 | FC Aris Bonnevoie                                        | Union Luxembourg                                         | Stade Dudelange                                          | 12                                                       |
| 1964-1965 | Stade Dudelange (10)                                     | Union Luxembourg                                         | AS La Jeunesse d'Esch                                    | 12                                                       |
| 1965-1966 | FC Aris Bonnevoie (2)                                    | Union Luxembourg                                         | US Dudelange                                             | 12                                                       |
| 1966-1967 | AS La Jeunesse d'Esch (9)                                | CA Spora Luxembourg                                      | Union Luxembourg                                         | 12                                                       |
| 1967-1968 | AS La Jeunesse d'Esch (10)                               | US Rumelange                                             | Union Luxembourg                                         | 12                                                       |
| 1968-1969 | FC Avenir Beggen                                         | AS La Jeunesse d'Esch                                    | FC Aris Bonnevoie                                        | 12                                                       |
| 1969-1970 | AS La Jeunesse d'Esch (11)                               | US Rumelange                                             | CA Spora Luxembourg                                      | 12                                                       |
| 1970-1971 | Union Luxembourg (3)                                     | FC Aris Bonnevoie                                        | AS La Jeunesse d'Esch                                    | 12                                                       |
| 1971-1972 | FC Aris Bonnevoie (3)                                    | US Rumelange                                             | Red Boys Differdange                                     | 12                                                       |
| 1972-1973 | AS La Jeunesse d'Esch (12)                               | Union Luxembourg                                         | CS Fola Esch                                             | 12                                                       |
| 1973-1974 | AS La Jeunesse d'Esch (13)                               | Red Boys Differdange                                     | CA Spora Luxembourg                                      | 12                                                       |
| 1974-1975 | AS La Jeunesse d'Esch (14)                               | FC Avenir Beggen                                         | Union Luxembourg                                         | 12                                                       |
| 1975-1976 | AS La Jeunesse d'Esch (15)                               | Red Boys Differdange                                     | US Rumelange                                             | 12                                                       |
| 1976-1977 | AS La Jeunesse d'Esch (16)                               | FC Progrès Niederkorn                                    | Red Boys Differdange                                     | 12                                                       |
| 1977-1978 | FC Progrès Niederkorn (2)                                | AS La Jeunesse d'Esch                                    | Red Boys Differdange                                     | 12                                                       |
| 1978-1979 | Red Boys Differdange (6)                                 | FC Progrès Niederkorn                                    | Union Luxembourg                                         | 12                                                       |
| 1979-1980 | AS La Jeunesse d'Esch (17)                               | Red Boys Differdange                                     | FC Progrès Niederkorn                                    | 12                                                       |
| 1980-1981 | FC Progrès Niederkorn (3)                                | Red Boys Differdange                                     | AS La Jeunesse d'Esch                                    | 12                                                       |
| 1981-1982 | FC Avenir Beggen (2)                                     | FC Progrès Niederkorn                                    | AS La Jeunesse d'Esch                                    | 12                                                       |
| 1982-1983 | AS La Jeunesse d'Esch (18)                               | FC Avenir Beggen                                         | FC Aris Bonnevoie                                        | 12                                                       |
| 1983-1984 | FC Avenir Beggen (3)                                     | Red Boys Differdange                                     | FC Progrès Niederkorn                                    | 12                                                       |
| 1984-1985 | AS La Jeunesse d'Esch (19)                               | Red Boys Differdange                                     | FC Avenir Beggen                                         | 12                                                       |
| 1985-1986 | FC Avenir Beggen (4)                                     | AS La Jeunesse d'Esch                                    | CA Spora Luxembourg                                      | 12                                                       |
| 1986-1987 | AS La Jeunesse d'Esch (20)                               | FC Avenir Beggen                                         | CA Spora Luxembourg                                      | 12                                                       |
| 1987-1988 | AS La Jeunesse d'Esch (21)                               | CA Spora Luxembourg                                      | FC Avenir Beggen                                         | 12                                                       |
| 1988-1989 | CA Spora Luxembourg (11)                                 | AS La Jeunesse d'Esch                                    | Union Luxembourg                                         | 10                                                       |
| 1989-1990 | Union Luxembourg (4)                                     | FC Avenir Beggen                                         | AS La Jeunesse d'Esch                                    | 10                                                       |
| 1990-1991 | Union Luxembourg (5)                                     | AS La Jeunesse d'Esch                                    | CA Spora Luxembourg                                      | 10                                                       |
| 1991-1992 | Union Luxembourg (6)                                     | FC Avenir Beggen                                         | CA Spora Luxembourg                                      | 10                                                       |
| 1992-1993 | FC Avenir Beggen (5)                                     | Union Luxembourg                                         | AS La Jeunesse d'Esch                                    | 10                                                       |
| 1993-1994 | FC Avenir Beggen (6)                                     | CS Grevenmacher                                          | Union Luxembourg                                         | 10                                                       |
| 1994-1995 | AS La Jeunesse d'Esch (22)                               | CS Grevenmacher                                          | FC Avenir Beggen                                         | 12                                                       |
| 1995-1996 | AS La Jeunesse d'Esch (23)                               | CS Grevenmacher                                          | Union Luxembourg                                         | 12                                                       |
| 1996-1997 | AS La Jeunesse d'Esch (24)                               | CS Grevenmacher                                          | Union Luxembourg                                         | 12                                                       |
| 1997-1998 | AS La Jeunesse d'Esch (25)                               | Union Luxembourg                                         | CS Grevenmacher                                          | 12                                                       |
| 1998-1999 | AS La Jeunesse d'Esch (26)                               | F91 Dudelange                                            | FC Avenir Beggen                                         | 12                                                       |
| 1999-2000 | F91 Dudelange                                            | CS Grevenmacher                                          | AS La Jeunesse d'Esch                                    | 12                                                       |
| 2000-2001 | F91 Dudelange (2)                                        | CS Grevenmacher                                          | CS Hobscheid                                             | 12                                                       |
| 2001-2002 | F91 Dudelange (3)                                        | CS Grevenmacher                                          | Union Luxembourg                                         | 12                                                       |
| 2002-2003 | CS Grevenmacher                                          | F91 Dudelange                                            | AS La Jeunesse d'Esch                                    | 12                                                       |
| 2003-2004 | AS La Jeunesse d'Esch (27)                               | F91 Dudelange                                            | FC Etzella Ettelbruck                                    | 12                                                       |
| 2004-2005 | F91 Dudelange (4)                                        | FC Etzella Ettelbruck                                    | AS La Jeunesse d'Esch                                    | 12                                                       |
| 2005-2006 | F91 Dudelange (5)                                        | AS La Jeunesse d'Esch                                    | FC Etzella Ettelbruck                                    | 12                                                       |
| 2006-2007 | F91 Dudelange (6)                                        | FC Etzella Ettelbruck                                    | FC Differdange 03                                        | 14                                                       |
| 2007-2008 | F91 Dudelange (7)                                        | RFCU Luxembourg                                          | AS La Jeunesse d'Esch                                    | 14                                                       |
| 2008-2009 | F91 Dudelange (8)                                        | FC Differdange 03                                        | CS Grevenmacher                                          | 14                                                       |
| 2009-2010 | AS La Jeunesse d'Esch (28)                               | F91 Dudelange                                            | CS Grevenmacher                                          | 14                                                       |
| 2010-2011 | F91 Dudelange (9)                                        | CS Fola Esch                                             | UN Käerjéng 97                                           | 14                                                       |
| 2011-2012 | F91 Dudelange (10)                                       | AS La Jeunesse d'Esch                                    | CS Grevenmacher                                          | 14                                                       |
| 2012-2013 | CS Fola Esch (6)                                         | F91 Dudelange                                            | AS La Jeunesse d'Esch                                    | 14                                                       |
| 2013-2014 | F91 Dudelange (11)                                       | CS Fola Esch                                             | FC Differdange 03                                        | 14                                                       |
| 2014-2015 | CS Fola Esch (7)                                         | FC Differdange 03                                        | F91 Dudelange                                            | 14                                                       |
| 2015-2016 | F91 Dudelange (12)                                       | CS Fola Esch                                             | FC Differdange 03                                        | 14                                                       |
| 2016-2017 | F91 Dudelange (13)                                       | FC Differdange 03                                        | CS Fola Esch                                             | 14                                                       |
| 2017-2018 | F91 Dudelange (14)                                       | FC Progrès Niederkorn                                    | CS Fola Esch                                             | 14                                                       |
| 2018-2019 | F91 Dudelange (15)                                       | CS Fola Esch                                             | AS La Jeunesse d'Esch                                    | 14                                                       |
| 2018-2019 | Saison interrompue à la suite de la pandémie de Covid-19 | Saison interrompue à la suite de la pandémie de Covid-19 | Saison interrompue à la suite de la pandémie de Covid-19 | Saison interrompue à la suite de la pandémie de Covid-19 |
| 2020-2021 | CS Fola Esch (8)                                         | F91 Dudelange                                            | FC Swift Hesperange                                      | 16                                                       |
| 2021-2022 | F91 Dudelange (16)                                       | FC Differdange 03                                        | CS Fola Esch                                             | 16                                                       |
| 2022-2023 | FC Swift Hesperange                                      | FC Progrès Niederkorn                                    | F91 Dudelange                                            | 16                                                       |
| 2023-2024 | FC Differdange 03                                        | FC Swift Hesperange                                      | F91 Dudelange                                            | 16                                                       |
| 2024-2025 | FC Differdange 03 (2)                                    | FC UNA Strassen                                          | F91 Dudelange                                            | 16                                                       |
| 2025-2026 |                                                          |                                                          |                                                          | 16                                                       |

Légende
- Club en gras : club désigné champion, éventuellement vainqueur du match entre premiers des deux groupes.
- (entre parenthèses) : nombre de titres à cette date.
- * : Titre partagé entre plusieurs clubs.

## Bilan
Depuis le premier championnat du Luxembourg semi-professionnel organisé pour la saison 1909-1910 jusqu'à la saison 2023-2024, 114 titres ont été mis en jeu. Sur les 17 clubs qui sont parvenus à remporter le championnat, le plus titré est l'AS La Jeunesse d'Esch avec vingt-huit titres, suivi du F91 Dudelange avec seize titres et du Spora Luxembourg avec onze titres. L'US Hollerich Bonnevoie, l'AS La Jeunesse d'Esch (par deux fois) et le F91 Dudelange sont les clubs ayant remportés le plus de titres consécutifs, à savoir cinq chacun entre 1912 et 1917 pour l'US Hollerich Bonnevoie, 1973 et 1977 puis entre 1995 et 1999 pour l'AS La Jeunesse d'Esch et de 2005 à 2009 pour le F91 Dudelange.
Le tableau suivant liste les clubs vainqueurs du championnat du Luxembourg ainsi que le nombre de titre(s) remporté(s) et les années correspondantes par ordre chronologique.
| Club                     | Titres | Années |
| AS La Jeunesse d'Esch    | 28     | 1921, 1937, 1951, 1954, 1958, 1959, 1960, 1963, 1967, 1968, 1970, 1973, 1974, 1975, 1976, 1977, 1980, 1983, 1985, 1987, 1988, 1995, 1996, 1997, 1998, 1999, 2004, 2010 |
| F91 Dudelange            | 16     | 2000, 2001, 2002, 2005, 2006, 2007, 2008, 2009, 2011, 2012, 2014, 2016, 2017, 2018, 2019, 2022                                                                         |
| Spora Luxembourg         | 11     | 1925, 1928, 1929, 1934, 1935, 1936, 1938, 1949, 1956, 1961, 1989 |
| Stade Dudelange          | 10     | 1939, 1940, 1945, 1946, 1947, 1948, 1950, 1955, 1957, 1965 |
| Fola Esch                | 8      | 1918, 1920, 1922, 1924, 1930, 2013, 2015, 2021 |
| Red Boys Differdange     | 6      | 1923, 1926, 1931, 1932, 1933, 1979 |
| FC Avenir Beggen         | 6      | 1969, 1982, 1984, 1986, 1993, 1994 |
| Union Luxembourg         | 6      | 1927, 1962, 1971, 1990, 1991, 1992 |
| US Hollerich             | 5      | 1912, 1914, 1915, 1916, 1917 |
| Aris Bonnevoie           | 3      | 1964, 1966, 1972 |
| Progrès Niedercorn       | 3      | 1953, 1978, 1981 |
| Sporting Club Luxembourg | 2      | 1911, 1919 |
| FC Differdange 03        | 2      | 2024, 2025 |
| CS Grevenmacher          | 1      | 2003 |
| Racing Club Luxembourg   | 1      | 1910 |
| National Schifflange     | 1      | 1952 |
| FC Swift Hesperange      | 1      | 2023 |

## Compétitions européennes

### Classement du championnat
Le tableau ci-dessous récapitule le classement du Luxembourg au coefficient UEFA depuis 1960. Ce coefficient par nation est utilisé pour attribuer à chaque pays un nombre de places pour les compétitions européennes ainsi que les tours auxquels les clubs doivent entrer dans la compétition.
| 1960 | 1961 | 1962 | 1963 | 1964 | 1965 | 1966 | 1967 | 1968 | 1969 | 1970 | 1971 | 1972 | 1973 | 1974 | 1975 | 1976 | 1977 | 1978 | 1979 | 1980 | 1981 |
| ---- | ---- | ---- | ---- | ---- | ---- | ---- | ---- | ---- | ---- | ---- | ---- | ---- | ---- | ---- | ---- | ---- | ---- | ---- | ---- | ---- | ---- |
| 21   | 22   | 22   | 22   | 24   | 27   | 29   | 30   | 30   | 30   | 31   | 30   | 30   | 30   | 31   | 33   | 33   | 33   | 32   | 33   | 29   | 30   |
| 1982 | 1983 | 1984 | 1985 | 1986 | 1987 | 1988 | 1989 | 1990 | 1991 | 1992 | 1993 | 1994 | 1995 | 1996 | 1997 | 1998 | 1999 | 2000 | 2001 | 2002 | 2003 |
| 30   | 31   | 31   | 33   | 33   | 33   | 33   | 33   | 31   | 32   | 33   | 37   | 38   | 41   | 41   | 45   | 47   | 46   | 45   | 44   | 49   | 47   |
| 2004 | 2005 | 2006 | 2007 | 2008 | 2009 | 2010 | 2011 | 2012 | 2013 | 2014 | 2015 | 2016 | 2017 | 2018 | 2019 | 2020 | 2021 | 2022 | 2023 | 2024 | 2025 |
| 47   | 47   | 48   | 49   | 49   | 49   | 50   | 51   | 49   | 46   | 44   | 43   | 43   | 46   | 48   | 43   | 34   | 35   | 37   | 42   | 43   | 48   |

Le tableau suivant affiche le coefficient actuel du championnat luxembourgeois.
| Rang | Pays           | 2020-2021 | 2021-2022 | 2022-2023 | 2023-2024 | 2024-2025 | Coefficient |
| ---- | -------------- | --------- | --------- | --------- | --------- | --------- | ----------- |
| 46   | Albanie        | 2,000     | 1,625     | 0,875     | 2,125     | 1,250     | 7,875       |
| 47   | Monténégro     | 1,625     | 0,750     | 1,000     | 1,333     | 2,500     | 7,208       |
| 48   | Luxembourg     | 1,000     | 1,250     | 1,125     | 2,250     | 1,250     | 6,875       |
| 49   | Pays de Galles | 1,500     | 1,500     | 1,166     | 0,625     | 2,000     | 6,791       |
| 50   | Géorgie        | 1,750     | 1,250     | 1,125     | 1,250     | 1,250     | 6,625       |

### Coefficient UEFA des clubs
| Rang | Club                    | 2020-2021 | 2021-2022 | 2022-2023 | 2023-2024 | 2024-2025 | Coefficient |
| ---- | ----------------------- | --------- | --------- | --------- | --------- | --------- | ----------- |
| 217  | F91 Dudelange           | -         | 1,500     | 2,500     | 1,500     | 1,500     | 7,000       |
| 276  | FC Differdange 03       | 1,000     | -         | 1,000     | 1,500     | 1,500     | 5,000       |
| 285  | CS Fola Esch            | 1,500     | 2,500     | 1,000     | -         | -         | 5,000       |
| 308  | Progrès Niederkorn      | 1,500     | -         | -         | 1,500     | 1,500     | 4,500       |
| 353  | Swift Hesperange        | -         | 1,000     | -         | 2,000     | -         | 3,000       |
| 373  | Racing Union Luxembourg | -         | 1,000     | 1,500     | -         | -         | 2,500       |